# Sabicea flagenioides
Sabicea flagenioides är en måreväxtart som beskrevs av Herbert Fuller Wernham. Sabicea flagenioides ingår i släktet Sabicea och familjen måreväxter. Inga underarter finns listade i Catalogue of Life.